# Балашов, Андрей Васильевич
Андре́й Васи́льевич Балашо́в (22 марта 1946, Ленинград, СССР — 21 октября 2009, Москва, Россия) — советский яхтсмен, серебряный и бронзовый призёр Олимпийских игр. Заслуженный мастер спорта.

## Биография
Отец, Балашов Василий Степанович (1907—1966), был одним из ведущих специалистов в легкой промышленности, имел научные открытия и авторские свидетельства. Отец не одобрял стремление сына к парусному спорту. Мать, Балашова (Жукова) Елена Семеновна (1911—1953), работала главным бухгалтером. Семья проживала на Васильевском острове Ленинграда.
С 15 лет Андрей работал на Невском морском заводе в качестве судового электромеханика-монтажника, а вечером после работы занимался в яхт-клубе «Труд». С 1964 года тренировался под руководством Москвина И. Б.. Огромную роль в его становлении сыграли Владимир Васильевич Васильев и Анатолий Степанович Коновалов.
Первый значительный успех пришёл в 1967 году в Ленинграде на Спартакиаде Народов СССР — бронзовая медаль.
В 1970 году переехал в Москву в ЦСК ВМФ.
В Москве тренерами Андрея Балашова были Елена Соколова, Валерий Николин, Рафаэль Нугер (в Севастополе) и Олег Иванович Шилов (с 1974 года). 
На Олимпийских играх 1976 года Андрей в классе «Финн» завоевал серебряную медаль, проиграв только в последней гонке спортсмену из ГДР Й. Шуманну.
С 1978 по 1980 год тренировался у Юрия Ларина, как у старшего тренера класса «Финн». Личным тренером Балашова при этом в команде Центрального спортивного клуба военно-морского флота (ЦСК ВМФ) с 1974 года оставался Олег Шилов. В 1977 году спортсмен из-за конфликта стал невыездным и не мог претендовать на участие в Олимпиаде в 1980 году. Эту ситуацию помог исправить тренер Юрий Ларин, который лично за него поручился — так спортсмена стали выпускать на соревнования за границей. Юрий Ларин, занимавшийся со спортсменами сборной команды СССР экспериментальными исследованиями, вспоминает, что при проведении этих исследований проще всего ему было работать с Андреем Балашовым.
На Олимпийской регате 1980 года в Таллинне Балашов в том же классе стал третьим. Причём борьба в этом классе складывалась драматично. Балашов очень неудачно начал регату и после двух гонок находился в конце турнирной таблицы. Однако с помощью Юрия Ларина и Олега Шилова он смог тщательно проанализировать прошедшие гонки, мобилизоваться и, придя в последней гонке первым после глубокого фальстарта, завоевал свою вторую олимпийскую медаль. После получения олимпийской медали спортсмен оставил Ларину надпись, в которой поблагодарил за все, что тот смог для него сделать. Одним из тренеров, которые готовили его к Олимпиаде, был также Валерий Заковоротный.
Балашов выигрывал серебро и бронзу чемпионата Европы. Побеждал на Балтийских регатах, регатах Мира в ГДР, Кильской регате.
Семикратный чемпион СССР в классе «Финн». После московской Олимпиады перешёл в класс «Звёздный», но из-за неучастия сборной СССР в Олимпийских играх 1984 года Балашов был вынужден завершить спортивную карьеру. Ему пришлось уехать служить офицером, начальником службы физической подготовки дивизии подводных лодок на Камчатку, на Тихоокеанский флот.
Закончив службу в ВМФ в звании капитана третьего ранга, Андрей вернулся в Москву в 1991 году и участвовал в работе по программе «Кубка Америки». Занимался буксировочными испытаниями модели яхты в опытовом бассейне ЦНИИ им. Крылова. Дважды работал тренером в Китае. Подавал конкурсные документы на должность Главного тренера Сборной России, но избран не был.
В 2008 и 2009 годах Андрей Васильевич подключился к работе Московской Ассоциации Класса «Финн» — участвовал в тренировках, подготовке спортсменов, помогал советами, а в 2009 году подключился к подготовке сборной команды в классе «Финн» и даже сам сел снова на «Финн», приняв участие в ряде московских регат — в том числе в Чемпионате России в классе «Финн». 

... повторный приход Андрея Васильевича в спортивную деятельность и поставленная им перед собой амбициозная задача - в восьмой раз выиграть чемпионат страны в классе "Финн" - вызвали непосильную нагрузку на его организм. Сердце спортсмена не выдержало, он ушел, так до конца и не реализовав себя в большом спорте.— 
.
Скончался в Москве 21 октября 2009 года. Похоронен на Богородском кладбище.

## Память
- С 2010 года ежегодно проводится Кубок Андрея Балашова, соревнования яхтсменов в классе «Финн»[15].
- По решению Ассоциации класса «Финн» России номер на парусе RUS 2 закреплён за Андреем Васильевичем Балашовым[15][14].